# Chlorita viridescens
Chlorita viridescens är en insektsart som beskrevs av Mitjaev 1963. Chlorita viridescens ingår i släktet Chlorita och familjen dvärgstritar.
Artens utbredningsområde är Kazakstan. Inga underarter finns listade i Catalogue of Life.